# Abdul Hamid Lahori
Abdul Hamid Lahori (in urdu: عبدالحمید لاہوری) (Lahore, ... – Agra, 1659) è stato uno storico e viaggiatore indiano vissuto durante il regno dell'imperatore moghul Shah Jahan, poi divenuto uno storico di corte di Shah Jahan (cronista ufficiale di Shah Jahan).
Scrisse il libro Badshahnama, sul regno di Shah Jahan descrivendo la vita del sovrano durante i primi venti anni del suo regno con grande dettaglio. Le infermità della vecchiaia gli impedirono di redigere la biografia del terzo decennio, che fu poi scritta da Waris, uno storico suo allievo.

## Biografia
Non si sa molto sui dettagli biografici di Abdul Hamid Lahori, tranne che nel suo Amai-i Salih, di Muhammad Salih, un altro scrittore di corte, viene menzionata la sua data di morte come avvenuta nel 1659.
Nella sua prefazione al testo, Lahori afferma di essere stato richiamato dal suo ritiro a Patna per scrivere la storia ufficiale poiché l'imperatore voleva qualcuno che potesse emulare lo stile dell'Akbarnama di Abul Fazl che ammirava molto. Abdul Hamid Lahori scrisse la storia dei primi venti anni del regno di Shah Jahan in Padshahnama e completò il libro nel 1648.

## Taj Mahal
Il Taj Mahal, il monumento di fama mondiale, fu costruito e completato alla fine del 1653 o all'inizio del 1654 nel XVII secolo. Quindi il 350º anniversario del Taj Mahal si è verificato intorno al 1994. Più di 20.000 persone lavorarono duramente per anni per costruire il maestoso Taj Mahal con quattro sottili minareti. Fu costruito dall'imperatore moghul, Shah Jahan, in memoria della sua seconda moglie, l'imperatrice Mumtaz Mahal, che era morta di parto. Il cronista ufficiale di Shah Jahan, Abdul Hamid Lahori, scrisse che la costruzione iniziò sei mesi dopo la morte dell'imperatrice Mumtaz Mahal, avvenuta il 17 giugno 1631.
Abdul Hamid Lahori chiama i pezzi di vetro del Forte rosso di Agra come pezzi di vetro "Shish-i-Halebi" perché Haleb era il nome originale di Aleppo (Siria) centro principale per la produzione di questi vetri. Per costruire una solida base di questo grande mausoleo noto come Taj Mahal, sito lungo il fiume, fu scavata una rete di pozzi che furono riempiti con pietre e altri materiali solidi in modo assicurare solide fondamenta alla grandiosa struttura del mausoleo.
Lahori era ampiamente noto per essere un buon studioso. Aveva anche una buona conoscenza della scienza e dell'astronomia. Abdul Hamid si chiamava Lahori perché era di Lahore, nel Punjab, anche se morì ad Agra. 